# George Robert Gray

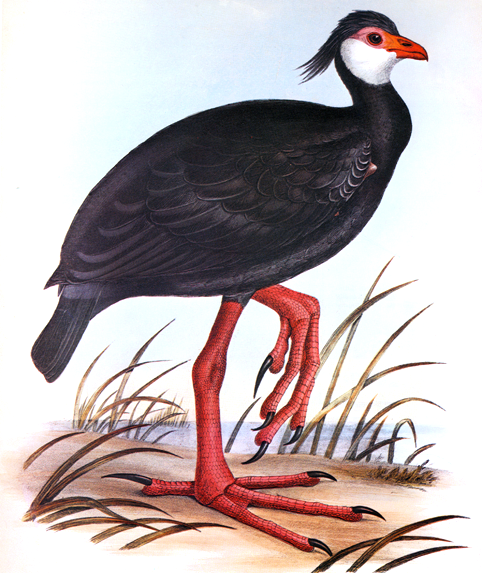
Chauna chavaria. Tranh khắc từ Genera of Birds

George Robert Gray (8 tháng 7 năm 1808 – 6 tháng 5 năm 1872) là một tác giả, một nhà động vật học người Anh, trưởng khoa nghiên cứu chim của Bảo tàng Anh, giờ là Bảo tàng Lịch sử Tự nhiên, tại Luân Đôn trong 41 năm. Ông là em trai của nhà động vật học John Edward Gray và là con trai của nhà thực vật học Samuel Frederick Gray.
Tác phẩm quan trọng nhất của George Gray là Genera of Birds (Các loài chim, 1844–1849), được minh họa bởi David William Mitchell và Joseph Wolf, tác phẩm này bao gồm 46.000 tham khảo.

## Tiểu sử

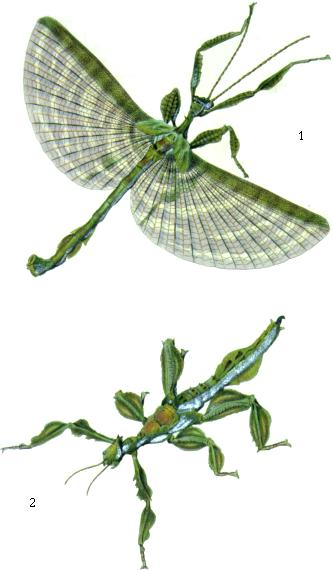
Tranh khắc 8 từ The Monograph of the Genus Phasma, cho thấy Extatosoma tiaratum

Ông được sinh ra tại Little Chelsea, Luân Đôn là con trai của nhà tự nhiên học và dược học Samuel Frederick Gray và vợ ông, bà Elizabeth (née Forfeit). Ông theo học tại trường Merchant Taylor.
Gray bắt đầu làm việc tại Bảo tàng Anh với vai trò là Trợ lý nhánh Động vật học vào năm 1831.
Ông bắt đầu bằng cách lập danh mục côn trùng, và xuất bản Entomology of Australia (Sâu bọ Australia, 1833) và viết bài về lĩnh vực thụ phấn nhờ côn trùng cho một phiên bản tiếng Anh của tạp chí Animal Kingdom của Georges Cuvier. Gray mô tả rất nhiều loài của Bộ Cánh vẩy. Năm 1833, ông là người sáng lập tổ chức tiền thân của Hiệp hội Côn trùng học Hoàng gia Luân Đôn.
Mô tả đầu tiên của Gray về loài chim chính Gray (danh pháp khoa học là Locustella fasciolata), một loài được đặt theo tên ông xuất hiện vào năm 1860. Mẫu vật đã được Alfred Russel Wallace thu thập tại Moluccas. Trong một tiểu sử vắn tắt các tác phẩm của Gray về bọ que, Bragg ghi công trạng Gray với hơn gấp đôi số lượng các loài bọ que đã được đặt tên với ba tác phẩm (vào năm 1833, 1835 và 1843); ba loài bọ que sau đó đã được đặt tên theo Gray.

## Tác phẩm
- 1831, The Zoological Miscellany Zool. Miscell. (1): [1] 1–40
- 1833 The Entomology of Australia, in a series of Monographs. Part I. The Monograph of the Genus Phasma. London.
- 1835 Synopsis of the species of insects belonging to the family of Phasmidae. London. Longmans. 48pp.
- 1846 Descriptions and Figures of some new Lepidopterous Insects chiefly from Nepal. London, Longman, Brown, Green, and Longmans.
- 1843 Description of several species of the genus Phyllium. Zoologist, (1)1: 117–123.
- 1852 Catalogue of Lepidopterous Insects in the British Museum. Part 1. Papilionidae. [1853 Jan], "1852" iii + 84pp., 13pls.
- 1871 A fasciculus of the Birds of China. London, Taylor and Francis.
- Với Richard Bowdler Sharpe, The Zoology of the Voyage of HMS Erebus & HMS Terror. Birds of New Zealand., 1875. The revised edition of Gray (1846) (1875).